# Корреспондент (журнал)
«Корреспондент» — украинский еженедельный общественно-политический журнал. Выходит с 18 марта 2002 года на русском языке. Тираж — 50 тыс. экземпляров. Является членом Украинской Ассоциации издателей периодической печати (УАИПП).
Редакция заявляет, что издание не поддерживает никаких партий и блоков, и за ним не стоит ни один олигарх или политик.
В 2008 году политолог Тарас Кузьо называл «Корреспондент» ведущим украинским еженедельником.
30 марта 2012 года журнал «Корреспондент» отметил своё 10-летие выходом 500-го, юбилейного номера.

## Корреспондент.net
Сайт Корреспондент.net был запущен 1 сентября 2000 года, за 1,5 года до выпуска журнала. Имеет две языковые версии: русскую и украинскую. Являлся частью медиа-холдинга «KP Media», который его владелец Джед Санден продал в марте 2011 года Украинскому Медиа Холдингу. Главным редактором сайта до ноября 2013 года была Юлия Макгаффи, которая проработала там более 13 лет. Уволилась после того, как медиахолдинг UMH group купила группа компаний «ВЕТЭК». Средняя посещаемость сайта в 2012 году составляла 220—250 тыс. человек в день.

## Смена издателя в 2013 году
В ноябре владелец группы компаний «ВЕТЭК» Сергей Курченко произвёл покупку 99,9 % акций UMH group, которой принадлежит журнал «Корреспондент» и сайт «Корреспондент.net» в частности. Основатель и бывший президент UMH group Борис Ложкин объявил о досрочном закрытии сделки 5 ноября 2013 года. В связи с этим Виталий Сыч, который более 10 лет возглавлял журнал, 18 ноября ушёл в отставку. Вместо него главным редактором назначен Андрей Овчаренко, до этого руководивший редакцией газеты «Аргументы и факты в Украине». Спустя год после этого прежний редактор «Корреспондента» Виталий Сыч запустил журнал «Новое Время» и одноимённый сайт.

## Список самых влиятельных людей Украины «ТОП-100», первые места
| Год  | Персона         | Возраст | Описание                                                                                            |
| ---- | --------------- | ------- | --------------------------------------------------------------------------------------------------- |
| 2003 | Леонид Кучма    | 65      | Премьер-министр Украины (1992—1993), Президент Украины (1994—2005).                                 |
| 2004 | Леонид Кучма    | 66      | Премьер-министр Украины (1992—1993), Президент Украины (1994—2005).                                 |
| 2005 | Виктор Ющенко   | 51      | Премьер-министр Украины (1999—2001), Президент Украины (2005—2010).                                 |
| 2006 | Ринат Ахметов   | 40      | Украинский бизнесмен и президент Систем Кэпитал Менеджмент.                                         |
| 2007 | Виктор Янукович | 57      | Премьер-министр Украины (2002—2005 и 2006—2007), глава Партии регионов.                             |
| 2008 | Юлия Тимошенко  | 48      | Премьер-министр Украины (2005 и 2007—2010); глава партий Батькивщина, Блок Юлии Тимошенко.          |
| 2009 | Юлия Тимошенко  | 49      | Премьер-министр Украины (2005 и 2007—2010); глава партий Батькивщина, Блок Юлии Тимошенко.          |
| 2010 | Виктор Янукович | 60      | Премьер-министр Украины (2002—2005 и 2006—2007), глава Партии регионов, Президент Украины (с 2010). |
| 2011 | Виктор Янукович | 61      | Президент Украины (с 2010).                                                                         |
| 2012 | Виктор Янукович | 62      | Президент Украины (с 2010).                                                                         |
| 2013 | Виктор Янукович | 63      | Президент Украины (с 2010).                                                                         |